# Епархия Каронги
Епархия Каронги (лат. Dioecesis Karongana) — епархия Римско-Католической церкви с центром в городе Каронга, Малави. Епархия Каронги входит в митрополию Лилонгве. Кафедральным собором епархии Каронги является церковь Пресвятой Девы Марии.

## История
21 июля 2010 года Римский папа Бенедикт XVI издал буллу «Quo in Malavio», которой учредил епархию Каронги, выделив её из епархии Мзузу. Первоначально епархия Каронги являлась суффраганной по отношению к архиепархии Блантайра.
9 февраля 2011 года епархия Каронги вошла в состав церковной провинции Лилонгве.

## Ординарии епархии
- епископ Martin Anwel Mtumbuka (с 21 июля 2010 года).